# Seth Neiman

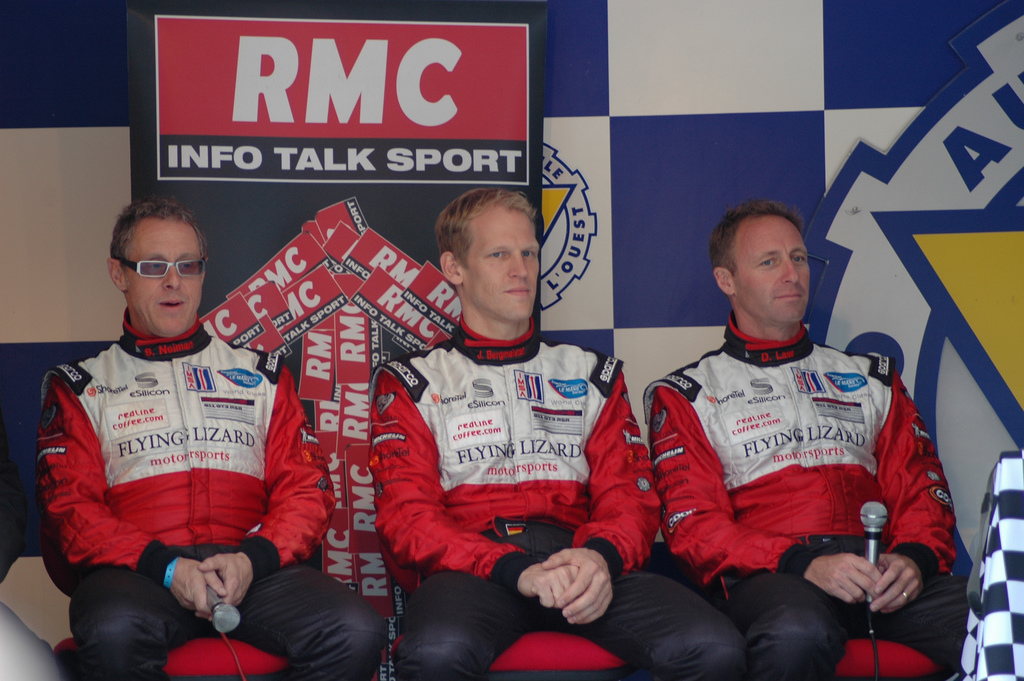
Seth Neiman, Jörg Bergmeister und Darren Law (von links) bei einer Pressekonferenz vor dem 24-Stunden-Rennen von Le Mans 2009

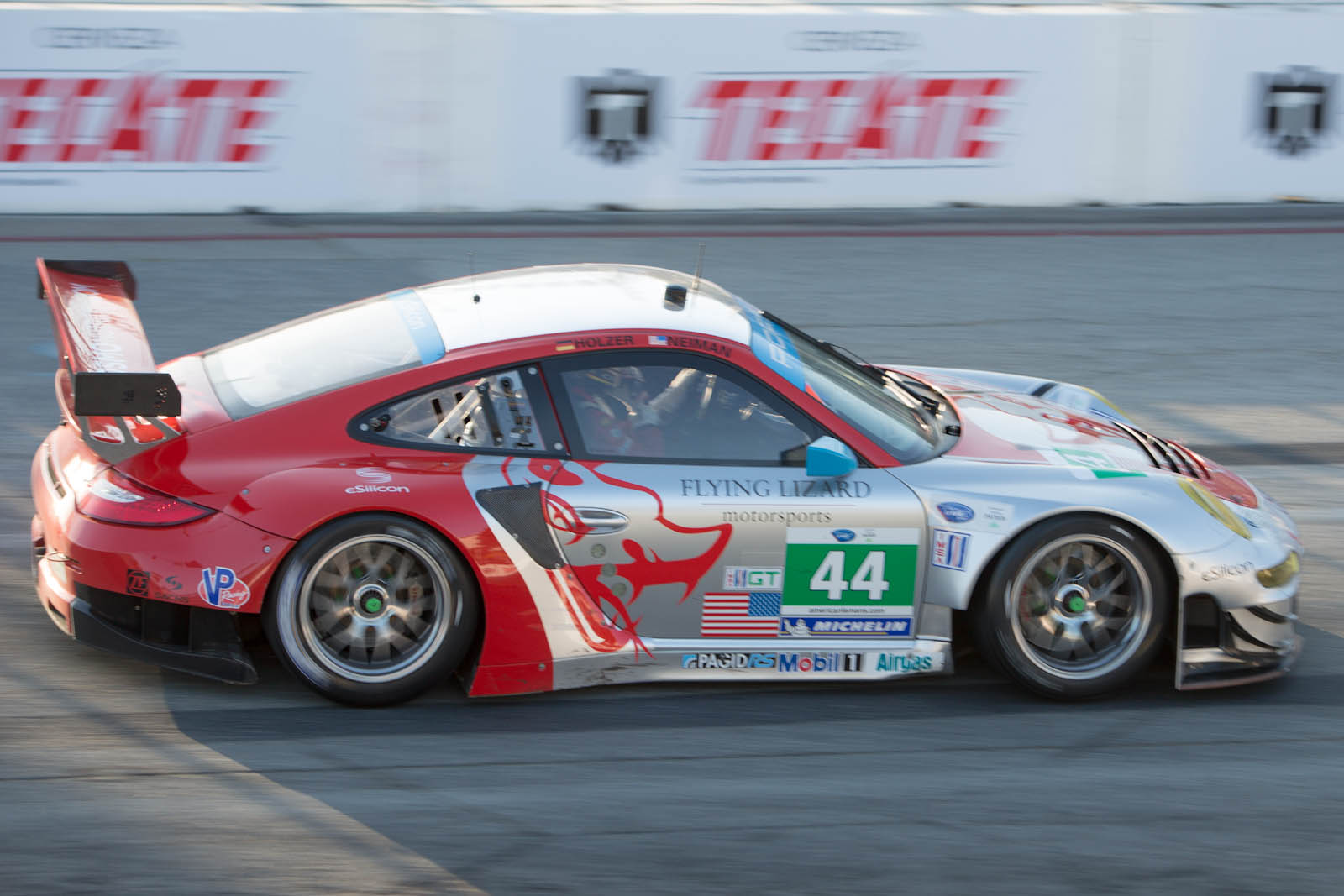
Seth Neiman im Flying-Lizard-Porsche 997-GT3-RSR beim Grand Prix of Long Beach 2012

Seth David Neiman (* 27. Juni 1954 in East Liverpool) ist ein ehemaliger US-amerikanischer Autorennfahrer, Rennstallbesitzer und Unternehmer.

## Unternehmer
Der in East Liverpool zur Welt gekommene Seth Neumann wuchs in Dayton auf und studierte Philosophie und Informatik an der Ohio State University in Columbus. In den 1980er-Jahren arbeitete er als System Architect bei einem Software-Unternehmen im Marin County und stieg nach Dienstverhältnissen bei anderen Unternehmen zum Vize-Präsidenten bei Sun Microsystems auf.
Seit 1994 beteiligte sich Neiman mit Risikokapital an einer Vielzahl an Computer-Unternehmen und kam dabei zu einem beträchtlichen privaten Vermögen. Er gründete unter anderem Brocade Communications Systems und ist seit 2013 Vorstandsvorsitzender von Facial recognition system, einem Unternehmen, das sich mit Anwendungssoftware bei der Personen-Datenerfassung beschäftigt.

## Flying Lizard Motorsports
Seth Neiman war 2003 bereits zwei Jahre als Fahrer aktiv, als er mit Flying Lizard Motorsports einen eigenen Rennstall gründete. Das Team stieg 2004 in die American Le Mans Series ein und ist seither im US-amerikanischen Sportwagensport und in Europa beim 24-Stunden-Rennen von Le Mans aktiv.

## Karriere als Rennfahrer
Als Fahrer begann Neiman seine Karriere zwei Jahre davor in der Barber Dodge Pro Series. Mit dem eigenen Rennstall stieg er 2003 in den GT-Sport ein. Bis zum Ende seiner bisher letzten kompletten Rennsaison 2014 betritt er 140 Rennen und feierte dabei zwei Klassensiege. In Le Mans war er neun Mal am Start und erreichte 2005 den dritten Rang in der GT2-Klasse. Seine besten Platzierungen beim 12-Stunden-Rennen von Sebring waren die elften Ränge im Schlussklassement 2009 und 2010. Beim 24-Stunden-Rennen von Daytona wurde er 2010 Gesamtneunter.

## Statistik

### Le-Mans-Ergebnisse
| Jahr | Team                      | Fahrzeug               | Teamkollege      | Teamkollege           | Platzierung | Ausfallgrund |
| ---- | ------------------------- | ---------------------- | ---------------- | --------------------- | ----------- | ------------ |
| 2005 | Flying Lizard Motorsports | Porsche 911 GT3 RSR    | Lonnie Pechnik   | Johannes van Overbeek | Rang 13     |              |
| 2006 | Flying Lizard Motorsports | Porsche 991 GT3-RSR    | Patrick Long     | Johannes van Overbeek | Rang 18     |              |
| 2007 | Flying Lizard Motorsports | Porsche 997 GT3 RSR    | Jörg Bergmeister | Johannes van Overbeek | Ausfall     | Getriebe     |
| 2008 | Flying Lizard Motorsports | Porsche 997 GT3 RSR    | Jörg Bergmeister | Johannes van Overbeek | Rang 32     |              |
| 2009 | Flying Lizard Motorsports | Porsche 997 GT3 RSR    | Jörg Bergmeister | Darren Law            | Ausfall     | Unfall       |
| 2010 | Flying Lizard Motorsports | Porsche 997 GT3 RSR    | Jörg Bergmeister | Darren Law            | Ausfall     | Kühler       |
| 2011 | Flying Lizard Motorsports | Porsche 997 GT3 RSR    | Spencer Pumpelly | Darren Law            | Ausfall     | Unfall       |
| 2012 | Flying Lizard Motorsports | Porsche 997 GT3 RSR    | Spencer Pumpelly | Patrick Pilet         | Rang 27     |              |
| 2014 | JMW Motorsport            | Ferrari 458 Italia GT2 | Spencer Pumpelly | Abdulaziz Al Faisal   | Rang 27     |              |

### Sebring-Ergebnisse
| Jahr | Team                         | Fahrzeug            | Teamkollege           | Teamkollege      | Platzierung | Ausfallgrund    |
| ---- | ---------------------------- | ------------------- | --------------------- | ---------------- | ----------- | --------------- |
| 2004 | Flying Lizard Motorsports    | Porsche 911 GT3-RS  | Lonnie Pechnik        | Peter Cunningham | Ausfall     | Getriebeschaden |
| 2005 | Flying Lizard Motorsports    | Porsche 996 GT3-RSR | Lonnie Pechnik        | David Murry      | Ausfall     | Motorschaden    |
| 2006 | Flying Lizard Motorsports    | Porsche 996 GT3-RSR | Lonnie Pechnik        | Darren Law       | Rang 12     |                 |
| 2007 | Flying Lizard Motorsports    | Porsche 997 GT3 RSR | Lonnie Pechnik        | Darren Law       | Rang 27     |                 |
| 2008 | Flying Lizard Motorsports 44 | Porsche 997 GT3 RSR | Alex Davison          | Darren Law       | Rang 13     |                 |
| 2009 | Flying Lizard Motorsports    | Porsche 997 GT3 RSR | Johannes van Overbeek | Darren Law       | Rang 11     |                 |
| 2010 | Flying Lizard Motorsports    | Porsche 997 GT3 RSR | Richard Lietz         | Darren Law       | Rang 11     |                 |
| 2011 | Flying Lizard Motorsports    | Porsche 997 GT3 RSR | Marco Holzer          | Darren Law       | Rang 17     |                 |
| 2012 | Flying Lizard Motorsports    | Porsche 997 GT3 RSR | Andy Lally            | Darren Law       | Rang 25     |                 |
| 2014 | Flying Lizard Motorsports    | Audi R8 LMS ultra   | Filipe Albuquerque    | Dion von Moltke  | Rang 27     |                 |